# فرانظریه
فرانظریه (انگلیسی: Metatheory) یک نظریه است که سوژه‌اش نظریات دیگر هستند.
در مورد فرانظریه یا متاتئوری، تعاریف مختلفی ارائه شده‌ است ولی می‌توان به صورت خلاصه چنین گفت: «آنچنان‌که جورج ریتزر بیان می‌کند؛ فرانظریه، سه رویکرد دارد که تعریف آن در دل همین تعاریف، نهفته‌ است. این رویکردها شامل بررسی ریشه‌های نظری شکل‌گیری یک نظریه در حوزه علوم انسانی، ایجاد درک عمیق از یک نظریه برای فهم بهتر آن و تولید چشم‌اندازی است که بخشی از نظریه، یا همه آن را دربرمی‌گیرد.»

## کاربرد فرانظریه
جورج ریتزر، سه نوع متاتئوری را معرفی می‌کند که تفاوت اصلی آنها در نتایج نهایی است:
نوع اول، MU نامیده می‌شود. این نوع فرانظریه‌سازی، ابزاری برای رسیدن به درکی عمیق‌تر از نظریه، تعریف شده‌ است.
نوع دوم، MP خوانده می‌شود. این نوع فرانظریه‌سازی بیانگر بررسی و مطالعه نظریه‌های موجود برای تولید و خلق نظریه‌های جدیدتر است.
نوع سوم، MO گفته می‌شود. هدف این نوع فرانظریه‌سازی، تولید چشم‌اندازی است که بخشی از نظریه، یا همهٔ آن را در بر می‌گیرد.

## عوامل مؤثر بر تولید یک نظریه
ریتزر در تحلیل فرانظریه‌ای معتقد است، یک نظریه اجتماعی از مجموعه عواملی متأثر است که او این متغیرها را با چنین عناوینی مطرح کرده‌است:
الف) متغیرهای اجتماعی درونی: این متغیرها عواملی همچون پیشینه و ارتباطات خانوادگی، تحصیلی و مذهبی، پیوندهای دینی، ارتباط با استادان و دوستان، علاقه‌مندی‌ها، فعالیت‌ها، تحرک اجتماعی، مسافرت‌ها و محل‌های اقامت نظریه‌پرداز را در بر می‌گیرد.
ب) متغیرهای اجتماعی بیرونی: منظور از متغیرهای اجتماعی بیرونی، وجود وضعیتی اجتماعی است که نسبت به حوزهٔ فکری‌ای که نظریه‌پرداز آن را مطالعه می‌کند، بیرونی محسوب می‌شود.
ج) متغیرهای فکری درونی: این متغیرها قضایای فکری یا شناختی درون محدوده داخلی زمینه مطالعه را در بر می‌گیرد؛ ابزاری که برای درک چگونگی پرداختن دانشمندان و نظریه‌پردازان دیگر، به موضوع مطالعه و ویژگی‌های اصلی رویکردشان و همچنین تأثیرشان بر نظریه‌پردازی اندیشمند مد نظرمان به کار می‌رود.
د) متغیرهای فکری بیرونی: این متغیرها با روابط بین نظریهٔ نظریه‌پرداز و فعالیت‌های فکری خارج از رشته مورد مطالعه مانند فلسفه، تاریخ، حقوق، اخلاق و … مرتبط است.